# الوی
اِلوی (به انگلیسی: Eloy) یک گروه پراگرسیو راک آلمانی است که در سال ۱۹۶۹ بنیان گذاشته شد.
اعضای بنیان‌گذار گروه فرانک بورنمان (گیتاریست و نوازندهٔ سازدهنی و پرکاشن)، Erich Schriever (خوانندهٔ اصلی و نوازندهٔ کیبورد)، Manfred Wieczorke (نوازندهٔ گیتار و باس)، Helmuth Draht (نوازندهٔ درامز) و Wolfgang Stöcker (باسیست) بودند. ترکیب گروه طی سال‌های فعالیتش بارها دستخوش تغییر شده و تنها عضو ثابت گروه، بورنمان بوده‌است. او از آلبوم درون (۱۹۷۳) و در پی جدایی Schriever به عنوان خوانندهٔ اصلی اِلوی فعالیتش را ادامه داد.
موسیقی اِلوی در آغاز فعالیت‌شان هارد راکی بود که به مضامین سیاسی می‌پرداخت اما به‌مرور به پراگرسیو راک اسپیسی تبدیل شد که می‌توان آن‌را از لحاظ سبک، ترکیبی از موسیقی پینک فلوید و جترو تال به‌شمار آورد.

## آلبوم‌های استودیویی
| نام آلبوم                         | سال انتشار |
| --------------------------------- | ---------- |
| ۱. Eloy                           | ۱۹۷۱       |
| ۲. Inside                         | ۱۹۷۳       |
| ۳. Floating                       | ۱۹۷۴       |
| ۴. Power and the Passion          | ۱۹۷۵       |
| ۵. Dawn                           | ۱۹۷۶       |
| ۶. Ocean                          | ۱۹۷۷       |
| ۷. Silent Cries and Mighty Echoes | ۱۹۷۹       |
| ۸. Colours                        | ۱۹۸۰       |
| ۹. Planets                        | ۱۹۸۱       |
| ۱۰. Time to Turn                  | ۱۹۸۲       |
| ۱۱. Performance                   | ۱۹۸۳       |
| ۱۲. Metromania                    | ۱۹۸۴       |
| ۱۳. Ra                            | ۱۹۸۸       |
| ۱۴. Destination                   | ۱۹۹۲       |
| ۱۵. The Tides Return Forever      | ۱۹۹۴       |
| ۱۶. Ocean 2: The Answer           | ۱۹۹۸       |
| ۱۷. Visionary                     | ۲۰۰۹       |